# Stanley Heaps
Stanley A. Heaps (1880–1962) byl anglický architekt zodpovědný za vyprojektování řady stanic v systému londýnského metra, stejně jako za návrhy vlakových dep a autobusových a trolejbusových garáží pro London Transport.

## Profesionální kariéra
V roce 1903 se Stanley Heaps stal asistentem Leslieho Greena, hlavního architekta železniční společnosti Underground Electric Railways Company of London (UERL), a pomáhal mu při navrhování stanic pro železnice Baker Street & Waterloo Railway (nyní součást linky Bakerloo Line), Charing Cross, Euston & Hampstead Railway (CCE&HR, nyní součást linky Northern Line) a Great Northern, Piccadilly & Brompton Railway (součást linky Piccadilly Line). Všechny se vyznačují výraznými fasádami s obložením z krvavě rudé kameniny a půlkruhovými okny v prvním patře.
Po předčasné smrti Leslieho Greena v roce 1908 se Stanley Heaps stal hlavním architektem společnosti UERL a během druhé a na začátku třetí dekády 20. století vytvořil návrhy řady nových stanic na linkách Bakerloo line a Northern line.
Jeho první samostatné projekty byly čtyři nové stanice na prodlouženém úseku linky Bakerloo line ze stanice Edgware Road, otevřeném v letech 1913 až 1915. Nebyly to sice první stanice londýnského metra vybavené eskalátory, ale tyto stanice (Paddington, Warwick Avenue, Maida Vale a Kilburn Park) byly již pro použití eskalátorů speciálně navržené. Navržením eskalátorů od samého počátku se Heapsovy projekty lišily od stanic na původním úseku Bakerloo line, otevřeném před necelými deseti lety, kde byly projektovány výtahy.
Staniční budovy určené pro stanice Maida Vale a Kilburn Park (stanice Warwick Avenue je přístupná podchodem a nemá budovu na povrchu a stanice Paddington měla pouze malý vchod z podchodu) byly založeny na dřívějším designu Leslieho Greena s použitím stejného obložení fasády z krvavě rudé kameniny. Greenovy stanice byly dvoupodlažní stavby se strojovnou výtahu umístěnou v části druhého podlaží za charakteristickými půlkruhovými obloukovými okny. Díky použití eskalátorů nepotřebovaly Heapsovy stanice druhé podlaží pro umístění strojovny a byly navrženy jako skromnější jednopodlažní budovy s vysokými okny, z nichž každé mělo široký dlaždicový příčný nosník, oddělující zakřivenou horní část, jako odkaz na Greenův design.
V roce 1915 navrhl Stanley Heaps také nové průčelí pro stanici Wood Lane linky Central Line (uzavřená v roce 1947 a nyní stržená). Na jejím průčelí nad vchody byla dlaždicová mozaika s logy londýnského metra podobnými těm, které byly instalovány na stanici Maida Vale.
Po první světové válce navrhl Stanley Heap stanice pro prodloužení železnice Charing Cross, Euston & Hampstead Railway ze stanice Golders Green do stanice Edgware, realizované v letech 1923–1924. Na rozdíl od stanic na lince Bakerloo line, které byly postaveny ve stabilizovaném zastavěném území širšího centra Londýna, bylo pět nových stanic železnice CCE&HR postaveno v otevřené krajině a budovy dostaly příměstský styl, který více odpovídal novým bytovým projektům, které měly vyrůst kolem nich. Budovy byly postaveny z cihel se šikmými střechami. Čtyři stanice (Brent, Colindale, Hendon Central a Edgware) dostaly kamenná sloupořadí, která trochu připomínají kriketové pavilony. Pátá stanice, Burnt Oak (Watling), měla v době otevření dočasnou budovu, která byla v roce 1925 nahrazena budovou trvalou postavenou bez sloupořadí.
Stanice Hendon Central byla rychle obklopena a začleněna do většího bloku obchodů a bytů, takže jednoduchá elegantní budova již není snadno rozpoznatelná. Stanice Colindale byla zničena při bombardování v roce 1940. Místo ní sloužila až roku 1962 provizorní dřevěná stavba, než byla nahrazena staniční budovou se zcela novým designem.
Po dokončení stanic na prodloužení do stanice Edgware chtěl Frank Pick, náměstek generálního ředitele společnosti UERL, modernější styl pro soubor nových stanic na prodloužení železnice City and South London Railway do stanice Morden. Frank Pick zvolil pro projekty těchto stanic Charlese Holdena, který navrhoval většinu nových stanic metra postavených ve 30. letech 20. století. Stanley Heaps se soustředil na konstrukci méně impozantních, avšak přesto důležitých staveb pro vlaky a autobusy, i když navrhl také nové staniční budovy ve stanicích Osterley, Boston Manor a St. John's Wood. Stanley Heaps zůstal do 40. let hlavním architektem společnosti UERL, včetně jejího nástupce London Transport. Po celou dobu spolupracoval s Charlesem Holdenem coby architektem-konzultantem londýnského metra na řadě stanic včetně Hounslow West a Ealing Common.
Během druhé světové války byl Stanley Heaps ředitelem staveb na ministerstvu letecké výroby.

## Galerie

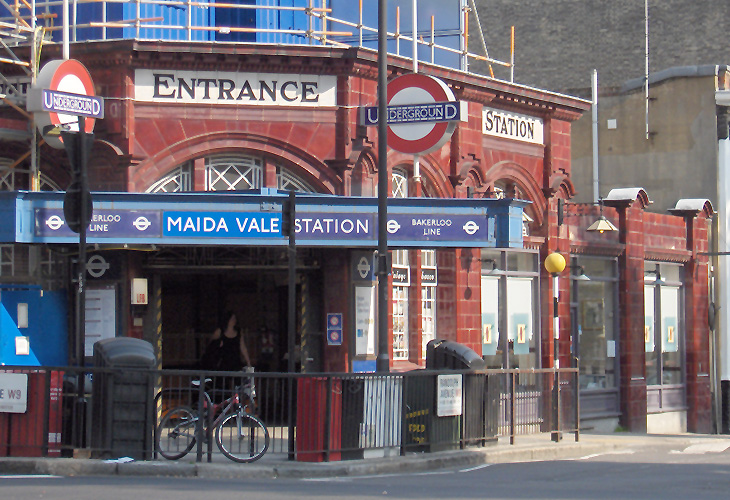
Vchod do stanice MaidaVale
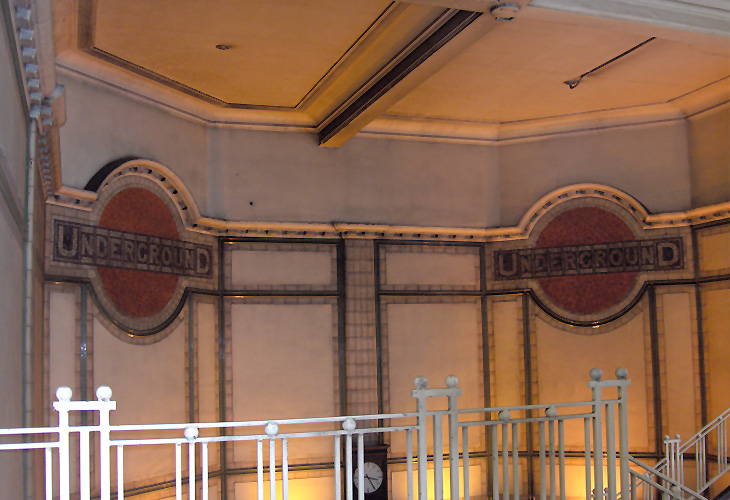
Mozaika s logy londýnského metra ve stanici MaidaVale
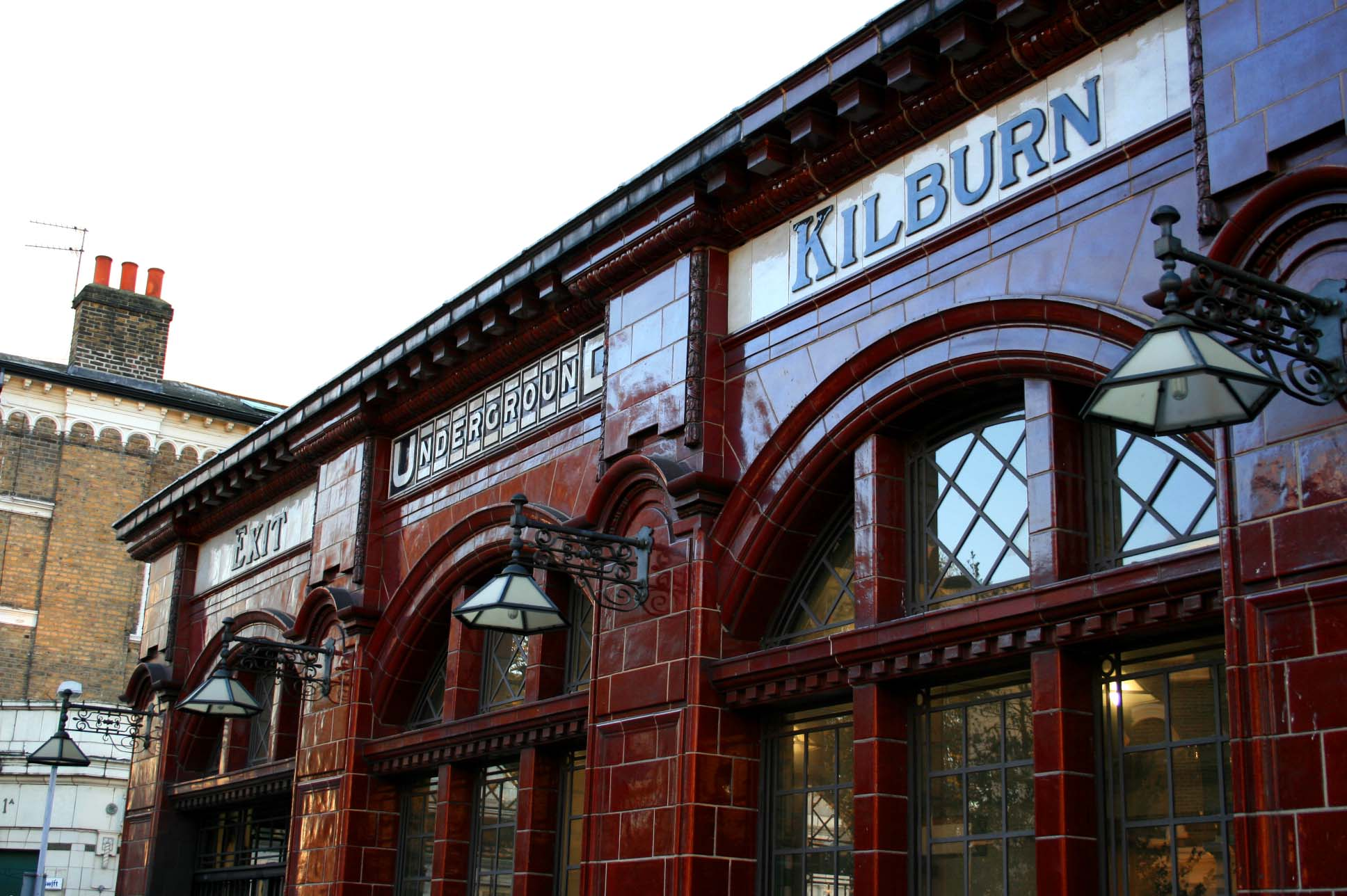
Budova stanice Kilburn Park (detail odkazující na design Lesliho Greena)
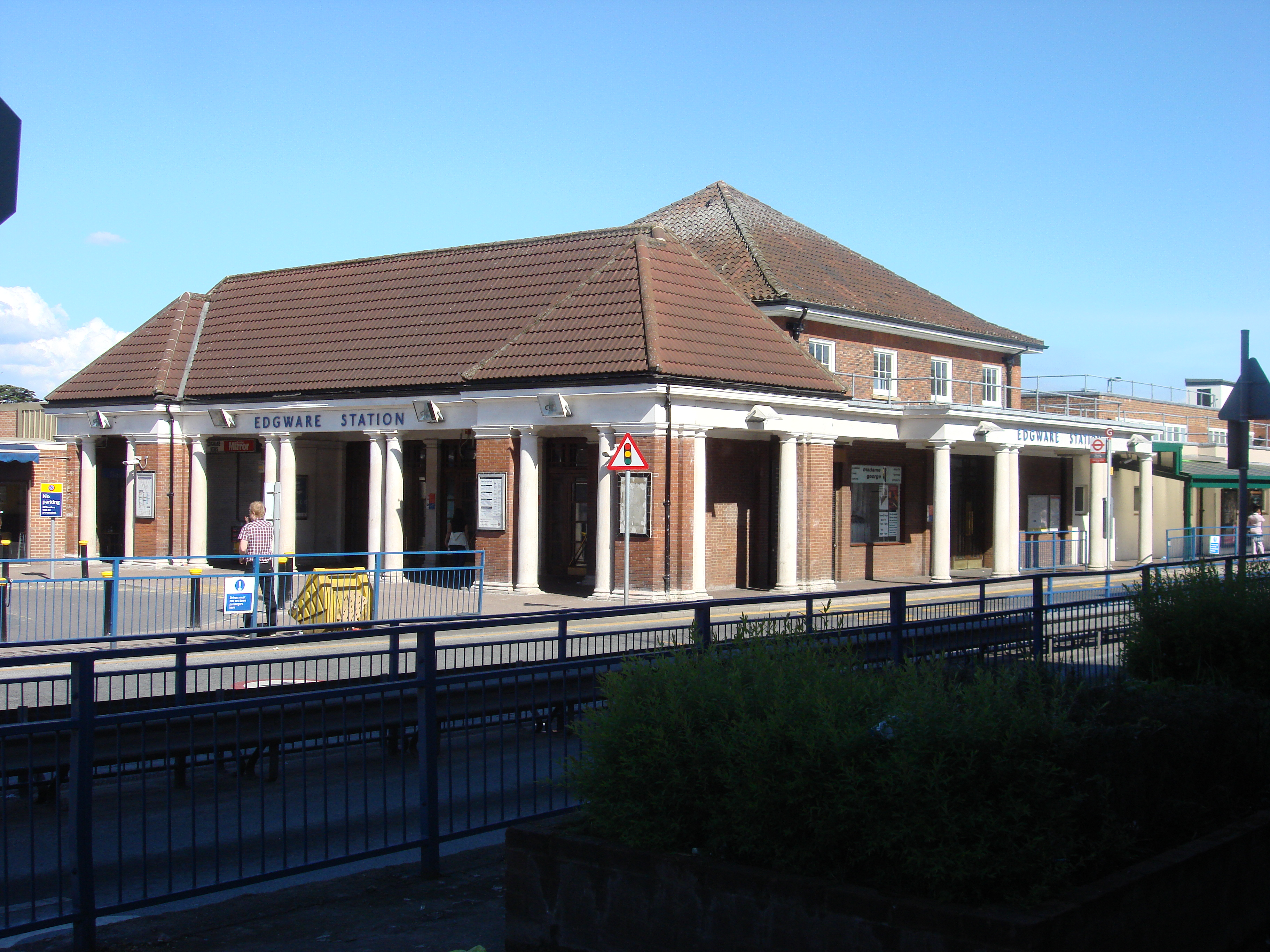
Budova konečné stanice Edgware
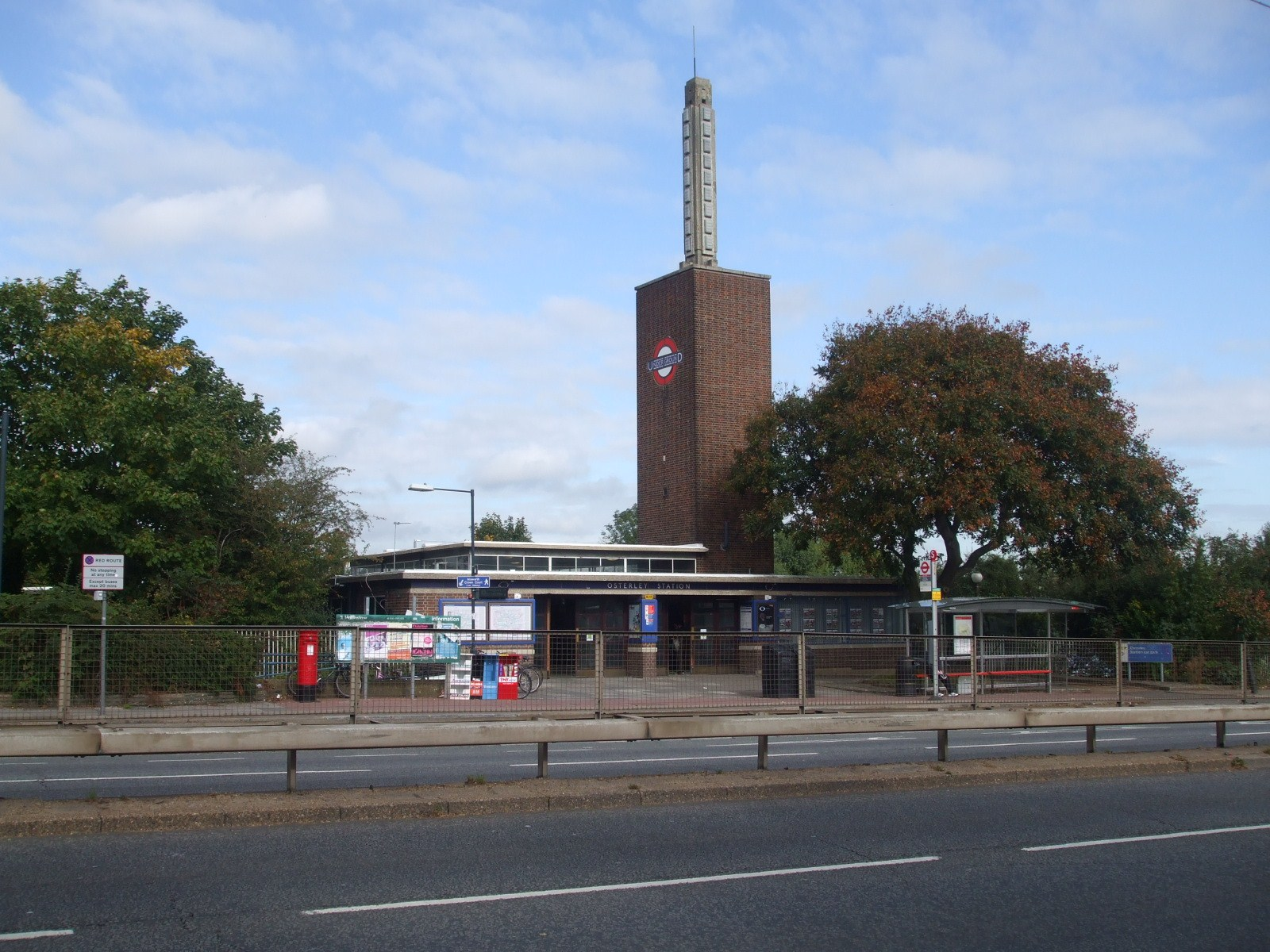
Budova stanice Osterley
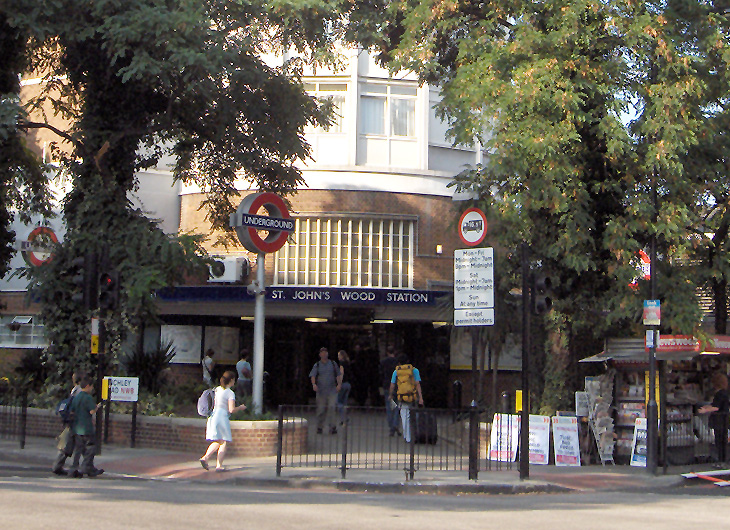
Budova stanice St. Johns Wood